# 齊藤あきら
齊藤 あきら（さいとう あきら、旧芸名：斎藤 あきら、1966年3月28日 - ）は、東京都出身の俳優。

## 出演

### 映画
- 仮面学園
- LOVE SONG
- 呪怨
- 起業士 天馬
- 恋愛終婚[1][2]

### テレビドラマ
- 踊る大捜査線
- 救命病棟24時
- 逆転の夏
- 御宿かわせみ
- はみだし刑事情熱系 Season5（2000年） - 五十嵐満 役
- 心理分析官
- ショムニ
- 保険調査官
- ナースのお仕事
- 私海
- 相棒
- ダブルスコア
- 目当り捜査25時
- 横山秀夫サスペンス 深追い
- 囚人のジレンマ
- RePLAY
- 金曜エンタテイメント「松本清張三回忌特別企画・草の陰刻」（1994年、CX）
- 将太の寿司（1996年、CX）
- 神様もう少しだけ（1998年、CX）
- 天使のお仕事（1999年、CX）
- セミダブル（1999年、CX）
- 松本清張特別企画・顔（1999年、TBS）
- 松本清張特別企画・危険な斜面（2000年、TBS）
- 愛をください（2000年、CX）
- 松本清張特別企画・影の車（2001年、TBS） - 斉藤刑事
- 私を旅館に連れてって（2001年、CX）
- スタアの恋（2001年、CX）
- 女と愛とミステリー
  - 「警視庁心理分析捜査官・崎山知子1」（2002年） - 大城省吾
  - 「松本清張特別企画・喪失の儀礼」（2003年、TX）
- サプリ（2006年、CX）
- きらきら研修医（2007年、TBS）
- 再捜査刑事・片岡悠介 第11作（2018年、テレビ朝日）- 島谷忠彦
- TOKYO VICE 第2話（2022年4月、HBO Max・WOWOW） - ヨシ 役

### 舞台
- あわれ彼女は娼婦
- wの悲劇
- 最後の黒印